# Timofej Skatov
Timofej Dmitrievič Skatov, accreditato dall'ATP con la traslitterazione anglosassone Timofey Skatov (in russo Тимофей Дмитриевич Скатов?; Petropavl, 21 gennaio 2001), è un tennista russo naturalizzato kazako.

## Carriera
Fino al maggio 2018 ha rappresentato la Russia gareggiando a livello giovanile, periodo in cui ha raggiunto il 1º posto nel ranking dell'ITF Junior Circuit il 1º gennaio 2018. Ha vinto solo alcuni tornei minori tra gli juniores, e nei tornei di Grade A del 2017 si è spinto in singolare fino alle semifinali al Trofeo Bonfiglio, agli US Open e all'Orange Bowl e ha perso la finale alla Osaka Major Cup.
Ha fatto il suo debutto nel circuito ATP all'Astana Open 2020 come wildcard e ha perso al primo turno contro Emil Ruusuvuori. Nel giugno 2021 raggiunge la prima finale del circuito Challenger al torneo di Almaty e viene sconfitto da Zizou Bergs. A settembre vince il primo incontro nel circuito ATP all'Astana Open 2021 contro Andreas Seppi.
Nel 2022 fa il suo debutto in un torneo del Grande Slam dopo aver superato le qualificazioni agli Australian Open battendo Hugo Grenier, Dane Sweeny e Gastão Elias, ed esce di scena al primo turno per mano di Norbert Gombos. In ottobre si aggiudica il primo titolo Challenger battendo per 7-5, 6-7, 6-4 Jozef Kovalík nella finale del Challenger 125 di Parma, successo con cui entra per la prima volta nella top 200, al 152º posto. Sale al 141º a novembre dopo la semifinale al Challenger de Coquimbo II.
All'esordio stagionale del 2023 ottiene una vittoria e una sconfitta all'edizione inaugurale della United Cup e a fine gennaio perde contro Federico Coria la finale del Challenger Concepción, risultato con cui porta il best ranking alla 125ª posizione. Fa quindi il suo esordio nella squadra kazaka di Coppa Davis e conquista l'unico punto per gli asiatici sconfiggendo Cristian Garin nella sfida persa 3-1 contro il Cile. Nei mesi successivi disputa le qualificazioni di sette tornei ATP, tra cui tre Masters 1000, ma non riesce mai a raggiungere il tabellone principale e anche nei tornei Challenger ottiene scarsi risultati. A fine maggio gioca le qualificazioni dell'Open di Francia e supera nell'ordine Gabriel Diallo, Otto Virtanen e Felipe Meligeni Alves, ottenendo così un posto nel main-draw e al primo turno cede in tre set a Grigor Dimitrov. Supera le qualificazioni anche agli US Open ed esce di nuovo al turno di esordio, sconfitto in quattro set da Alex de Minaur, risultato con cui porta il miglior ranking al 123º posto mondiale. Non ripete i risultati di fine 2022 e a ottobre esce dalla top 200.
Nel febbraio 2024, le sue vittorie nei due singolari disputati in Coppa Davis a Buenos Aires non sono sufficienti a passare il turno, con l'Argentina che si impone per 3-2. Nel periodo che segue perde tre semifinali in tornei Challenger e a maggio conquista il titolo al Challenger 50 dello Schwaben Open, sconfiggendo in rimonta il danese Elmer Møller e tornando per breve tempo in top 200. Vi rientra di nuovo a luglio raggiungendo per la prima volta i quarti di finale in un torneo ATP allo Swedish Open, sconfigge tra gli altri il top 30 Tallon Griekspoor e viene eliminato dal vincitore del torneo Nuno Borges. Supera per la prima volta le qualificazioni agli US Open ed esce di scena al primo turno.
Nella prima parte del 2025 vince alcuni incontri in tornei Challenger senza mai superare i quarti di finale, a maggio esce di nuovo dalla top 200 e a luglio dalla top 300. Ad agosto disputa le prime finali Challenger stagionali, perde la prima al Bonn Open contro Jurij Rodionov e vince la seconda agli Internazionali Città di Todi contro Stefano Travaglia.

## Statistiche
Aggiornate al 17 agosto 2025.

### Tornei minori

#### Singolare

##### Vittorie (6)
| Legenda tornei minori |
| Challenger (3)        |
| ITF (3)               |

| N. | Data              | Torneo                             | Superficie  | Avversario in finale | Punteggio        |
| 1. | 26 gennaio 2020   | M15 Antalya, Adalia                | Terra rossa | Miljan Zekić         | 6-3, 4-6, 6-3    |
| 2. | 13 settembre 2020 | M15 Bucharest, Bucarest            | Terra rossa | Franco Agamenone     | 6-4, 6-4         |
| 3. | 27 settembre 2020 | M15 Melilla, Melilla               | Terra rossa | Holger Rune          | 3-6, 6-0, 6-1    |
| 4. | 9 ottobre 2022    | Parma Challenger, Parma            | Terra rossa | Jozef Kovalík        | 7-5, 6(2)–7, 6-4 |
| 5. | 25 maggio 2024    | Schwaben Open, Augusta             | Terra rossa | Elmer Møller         | 3–6, 7–5, 6–3    |
| 6. | 16 agosto 2025    | Internazionali Città di Todi, Todi | Terra rossa | Stefano Travaglia    | 7–6(4), 0–6, 6–2 |

##### Sconfitte in finale (6)
| N. | Data              | Torneo                            | Superficie  | Avversario in finale | Punteggio        |
| 1. | 28 luglio 2019    | M25 Denia, Dénia                  | Terra rossa | Carlos Alcaraz       | 4-6, 3-6         |
| 2. | 29 settembre 2019 | M15 Melilla, Melilla              | Terra rossa | Ricardo Ojeda Lara   | 5-7, 4-6         |
| 3. | 14 novembre 2021  | Almaty Challenger I, Almaty       | Terra rossa | Zizou Bergs          | 6-4, 3-6, 2-6    |
| 4. | 29 gennaio 2023   | Challenger Concepción, Concepción | Terra rossa | Federico Coria       | 4-6, 3-6         |
| 5. | 7 luglio 2024     | Internationaux de Troyes, Troyes  | Terra rossa | Gabriel Debru        | 3-6, 7-6(2), 5-7 |
| 6. | 10 agosto 2025    | Bonn Open, Bonn                   | Terra rossa | Jurij Rodionov       | 6-3, 2-6, 4-6    |